# Waigeum anadyomenon
Waigeum anadyomenon is een vlinder uit de familie van de Lycaenidae. De wetenschappelijke naam van de soort is voor het eerst geldig gepubliceerd in 1926 door Röber.